# Manuel Fermín Villar Rubio
Manuel Fermín Villar Rubio (San Luis Potosí, 28 de junio de 1956). Es un destacado arquitecto y educador mexicano, que fungió como rector de la Universidad Autónoma de San Luis Potosí para el periodo 2016-2020.

## Formación académica
Estudió la licenciatura en la Escuela de Arquitectura y posteriormente Maestría en Arquitectura en la Facultad del Hábitat, en la propia Universidad Autónoma de San Luis Potosí, institución en la que además fue director de esta Facultad durante el periodo de 1992-2004. Fue Secretario General de la Universidad Autónoma de San Luis Potosí de 2004 a 2012.
Recibió Mención Honorífica en la presentación del Examen Profesional para la obtención del Título de Arquitecto, por el proyecto de tesis "Unidad Deportiva para el Barrio de Tlaxcala en S.L.P."
También recibió Mención Honorífica en la presentación del Examen Profesional para la obtención del Título de Maestro en Arquitectura por la investigación "La casa potosina, la casa del siglo XIX en la ciudad de San Luis Potosí"
Su máximo reconocimiento ha sido: Académico de Número de la Academia Nacional de Arquitectura.

## Formación complementaria
• 1984

−Seminario Internacional Ecotecnias Aplicadas a la Vivienda.

−Evaluación del Aprendizaje.

−Didáctica General.

• 1987

− Seminario Conservación del Patrimonio Cultural Arquitectónico.

• 1989

− Los Tratadistas de la Arquitectura.

− Fundamentos para la Integración Docencia-Investigación.

• 1990

− Curso Arquitectura Mexicana del Siglo XVI.

• 1991

− Curso Didáctica y Planeación del Diseño.

• 1992

− Curso Arte Griego y Arte Romano.

• 1993

− Curso de Arte de la Edad Media.

• 1994

− Curso de Fotografía.

− Curso Urbanismo, Arquitectura y Diseño Prehispánico en Mesoamérica.

− Seminario La planeación estratégica en la administración universitaria.

− Curso Perspectivas de la educación superior para el año 2000.

• 1995

− Seminario Desarrollo de emprendedores.

− Seminario Pedagogía en arquitectura.

− Curso Cerámica de alta temperatura.

− Curso Administración académica.

− Curso Cómo optimizar las juntas internas de su empresa.

− Curso de desarrollo urbano y ecología.

− Curso de administración académica: Desarrollo y tendencias, impartido por ANUIES.

• 1996

− Seminario sobre Intervenciones en centros históricos.

− Curso de actualización para directores responsables de obra.

− Curso de evaluación académica.

− Curso de la comunicación internacional académica.

• 1997

− Curso de trabajo en equipo.

− Curso de Sistemas de enseñanza, aplicación de la programación neurolingüística.

− Seminario San Luis en su historia.

− Taller de historia e historiografía regional.

− Curso de la enseñanza en el taller de síntesis.

• 1998

− Taller de imagen urbana en ciudades turísticas con patrimonio histórico.

− Curso de creatividad heurística y creatividad docente.

## Experiencia profesional
Cuenta con una trayectoria significativa en la práctica profesional, desarrollando diversos proyectos y construcciones de  mercados, fábricas, hospitales, hoteles, bibliotecas, fraccionamientos habitacionales, residencias y vivienda en general dentro del estado y a nivel nacional, así como la restauración de edificios históricos.

Dentro de la iniciativa privada laboró desde 1976 en empresas y despachos de diseño como Bufete Industrial Construcciones, en el despacho del arquitecto Ricardo Legorreta, con el arquitecto Francisco Marroquín Torres, en Construcciones y Estructuras de Concreto S.A. y en el despacho Villar Arquitectos.

Desde 1996 es integrante de la Comisión de Construcción de esta institución, donde lleva a cabo la supervisión general del diseño y ejecución de las obras de infraestructura, entre las que destacan el Centro Cultural Universitario Bicentenario, el Laboratorio Nacional, la Unidad Administrativa Universitaria y los Centros de Información, así como los diversos espacios de equipamiento para esta casa de estudios en todos los campus, así como en la restauración del Edificio Central, de la Caja Real y de la Biblioteca Central de esta institución.

## Experiencia docente
• Profesor Asignatura en la Facultad del Hábitat de la Universidad Autónoma de San Luis Potosí de 1978 a 1994.

• Profesor-Investigador nivel VI en la Facultad del Hábitat de la Universidad Autónoma de San Luis Potosí.

• Taller de Síntesis VIII en la carrera de arquitectura de 1980 a 1992.

• Taller de Síntesis X en la carrera de arquitectura de 1985 a la fecha.

• Expresión en Arquitectura I y II.

• Participación en la elaboración de los planes de estudios de la Maestría en arquitectura, Maestría en diseño gráfico, Especialidad en diseño del mueble y Especialidad en historia del arte mexicano.

• Elaboración de los Planes de Estudio de las carreras de: Arquitectura, Diseño Gráfico, Diseño Industrial y Edificación y Administración de Obras, aprobados por el H. Consejo Directivo, en el mes de julio de 1998.

• Participación en la elaboración del Examen de Admisión para los alumnos de la Facultad del Hábitat, de 1993 a 2004.

• Participación como Miembro de la Comisión Académica de la Facultad del Hábitat de 1992 a 2004.

• Participación en la Comisión del Premio a la Carrera Docente del Personal Académico de la Facultad del Hábitat de 1994 a 2004.

• Participación en la elaboración y revisión del Reglamento del Instituto de Investigación y Posgrado del Hábitat en 1995.

• Coordinador de los trabajos de la 2.ª Etapa del Plan de Desarrollo Académico de la Facultad del Hábitat, 1995 – 2000.

## Funciones universitarias
• 1981 - a la fecha

− Sinodal en Exámenes Profesionales de la Carrera de Arquitectura.

• 1984 - 1989

− Jefe del Departamento de Expresión en el Área de Investigaciones Estéticas. Escuela del Hábitat.

• 1984 - 1989

− Jefe de Nivel en el Taller Horizontal de la Carrera de Arquitectura. Escuela del Hábitat.

• 1989 - 1991

− Jefe del Área de Investigaciones Estéticas. Escuela del Hábitat.

• 1989 - 1992

− Jefe de Taller Vertical de Diseño en Arquitectura. Facultad del Hábitat.

• 1991 - 1992

− Coordinador de la Carrera de Arquitectura. Facultad del Hábitat.

• 1992 - 2004

− Director de la Facultad del Hábitat.

• 2004 - 2012

− Secretario General de la Universidad Autónoma de San Luis Potosí.

• 2012 - a 2020

− Rector de la Universidad Autónoma de San Luis Potosí para concluir el período 2012-2020.

## Servicios institucionales(Comisiones internas y externas en laUniversidad Autónoma de San Luis Potosí)
Desde 1984 ha participado activamente en la coordinación de diferentes trabajos desarrollados como integrante de diversas comisiones institucionales y externas, que contemplan a especialistas en diferentes rubros con la finalidad de que la toma de decisiones sea sobre la base de un consenso multidisciplinario para fortalecer la calidad y representación de esta institución.

De estas comisiones destacan: Comisión de Hacienda de la UASLP, Comisión de Construcción de la UASLP, Comisión del programa de Becas al Desempeño Académico, Comisión de Admisión de Nuevos Alumnos, Comisión de Estacionamientos, Programa de Revisión, actualización y divulgación de la Normativa Universitaria, Comisión de Información Pública, Comisión para la reestructuración del Archivo General, Comisión institucional para la elaboración del Sistema Integral de Información, Programa Integral de Fortalecimiento Institucional (PIFI) de gestión y administración, Programa de Certificación y Acreditación de Procesos y Programas Académicos, Comisión de Seguridad Universitaria, dictaminación académica del Programa de Mejoramiento del Profesorado (PROMEP), Programa de fortalecimiento de la Gestión Institucional (ProGES), Comisión para el Análisis de la Adquisición de Reserva Territorial, Comisión de trasparencia, Comisión Revisora del Contrato de las Condiciones Gremiales del Personal Académico y del Personal Administrativo de la UASLP, Comisión para la creación de la Coordinación Académica Región Huasteca Sur. 

Además, ha representado a la institución en proyectos externos como el Consejo de Vinculación de la Universidad, Sectores Social y Productivo, Comité de Evaluación y Seguimiento del Área de Desarrollo Urbano y Vivienda de los Proyectos del Sistema de Investigación Miguel Hidalgo de CONACyT, Comisión de la Vialidad de San Luis Potosí, Sub-comité Sectorial de Cultura del Comité de Planeación del Desarrollo (COPLADE), Comisión Mixta de Vivienda, y Consejo Consultivo del Centro Histórico de la Ciudad de San Luis Potosí.

## Participación en asociaciones y órganos colegiados
• Miembro del Comité de evaluación y Seguimiento en el área de desarrollo urbano y vivienda del Sistema de Investigación Miguel Hidalgo (SIGHO) del CONACYT.

• Miembro del Comité de Planeación para el Desarrollo del estado, COPLADE.

• Miembro del Consejo Consultivo del Centro Histórico de la ciudad de San Luis Potosí.

• Miembro del Jurado en el Premio Anual de Diseño en el College of Architecture an Enviromental Design of Arizona State University.

• Miembro de la Junta Directiva del Instituto Estatal de Construcción de Escuelas (IECE), ahora IEIFE.

• Miembro de la Comisión de Vialidad Municipal de la ciudad de San Luis Potosí.

• Miembro del Colegio de Arquitectos de San Luis Potosí, (registro N° 33).

• Miembro de la Cámara Nacional de la Industria de la Construcción, (registro N° 20058).

• Registro de la Secretaría de Salubridad y Asistencia N° 257.

• Miembro del Comité de Pares de la Comisión Institucional para la Evaluación de la Educación Superior (CIEES).

• Miembro del Comité de Arquitectura, Diseño y Urbanismo (CADU) de los CIEES de 1998 a la fecha.

• Vicepresidente de la Asociación Nacional de Instituciones de la Enseñanza de Arquitectura de la república mexicana (ASINEA) de 2000 a 2002.

• Secretario Académico de la Asociación Nacional de Instituciones de la Enseñanza de la Arquitectura de la república mexicana (ASINEA) de 2002 a 2004.

• Miembro del Seminario Iberoamericano de Vivienda Rural.

• Miembro del Consejo Directivo del Museo "Francisco Cossio".

• Miembro del Consejo Directivo de la Cineteca Alameda.

• Miembro del Consejo Directivo del Museo del Virreinato.

• Coordinador del Consejo Consultivo de Desarrollo Urbano del Estado de San Luis Potosí de 1999 a 2003.

• Miembro del Consejo Consultivo de la Asociación Nacional de Instituciones de la Enseñanza de Arquitectura de la república mexicana (ASINEA) para el período de 2007 a 2009.

• Presidente de la Academia de Arquitectos, capítulo San Luis Potosí. Octubre de 2012.

• Consejero Regional de la Organización Universitaria Mexicana.

## Investigaciones y publicaciones
• Diseño y Publicación del Folleto "Gaudí", editado con relación al evento académico realizado en septiembre de 1992.

• Cita en Libro: "Arquitectura en el Valle de San Luis Potosí", editado por el Fondo Cultural Banamex, relacionada con la obra Arquitectónica del Arq. Manuel Villar Rubio.

• Artículo titulado "Rescate del Centro Antiguo: Programa Mi Barrio", publicado en la Revista "Hábitat" N° 3, con fecha de agosto de 1995.

• Artículo titulado "Entidades entorno a la Ciudad de San Luis Potosí, un patrimonio valorado”, capítulo dentro del Libro "Patrimonio y Turismo" publicado por la Universidad Nacional Autónoma de México y el Instituto de Investigaciones Estéticas en 1998, edición a cargo de Louise Noelle.

• Investigación "La cantera en la arquitectura potosina".

• Investigación "Atlas de vivienda rural del estado de San Luis Potosí".

• Investigación "La casa potosina, la casa del siglo XIX en la ciudad de San Luis Potosí".

• Artículo titulado "Una noche en el museo", publicado en la Revista "Proyecta. Visión de la arquitectura".

## Ponencias y conferencias
Impartición de conferencias en diversos foros como la Universidad Michoacana de San Nicolás, la Universidad Autónoma de Yucatán, la Universidad Autónoma de Zacatecas, la Universidad Católica del Norte en Chile, en Arizona State University, Louisiana Tech University, University of Illinois at Chicago, en los que ha vinculado los componentes profesionales, académicos y administrativos del ámbito de interés.

## Asesoría docente
• 1985 - 1990

− Asesor de Tesis en la Licenciatura de Arquitectura.

Más de 260 estudiantes.
• 1985 -1990

− Asesor trabajo de Servicio Social.

Más de 80 estudiantes.

## Distinciones y reconocimientos
• 1989

− Reconocimiento de la Dirección por su responsabilidad en labores docentes.

− Reconocimiento del H. Consejo Técnico Consultivo de la Facultad del Hábitat por notable labor docente.

− Reconocimiento de la Rectoría de la U.A.S.L.P., por la labor académica.

• 1990

− Reconocimiento de la Dirección por labores de apoyo docente.

• 1991 

− Reconocimiento de la Dirección por desempeño académico y en la administración universitaria.

− Reconocimiento por la Difusión de la Arquitectura, otorgado por el Colegio de Arquitectos de San Luis Potosí, A.C., el 18 de junio de 1998.

− Reconocimiento otorgado por el Colegio de Arquitectos de San Luis Potosí, A.C., por la colaboración como Jurado en el 1.er. Premio Anual de Arquitectura Potosina, en diciembre de 1998.

− Obtención del Premio Nacional de Restauración “Francisco de la Maza” otorgado por el INAH; en 1998 por el proyecto de restauración de la Caja Real.

− Designación por Miguel Limón Rojas, secretario de Educación Pública del País, como miembro del Comité de Arquitectura, Diseño y Urbanismo de los Comités Interinstitucionales para la Evaluación de la Educación Superior (CIEES).

• 2003

− Obtención del Premio Nacional de Restauración “Francisco de la Maza” otorgado por el INAH; en 2003 por el proyecto de restauración del Edificio Central de la U.A.S.L.P.

• 2008

− Reconocimiento otorgado por la U.A.SL.P., por la participación como fundador de la revista Universitarios potosinos, en el marco del 15 aniversario de su creación, el 18 de julio de 2008.

• 2009

− Reconocimiento otorgado por la Asociación de personal Académico de la Facultad del Hábitat de la U.A.S.L.P., por la labor académica desarrollada durante 30 años en esta institución.

• 2011

− Reconocimiento por su incorporación como Académico de Número, otorgado por la Academia Nacional de Arquitectura.